# Programme fort
Le programme fort (Strong Programme) a été conçu dans les années 1970 à l'université d'Édimbourg par les sociologues David Bloor et Barry Barnes. Cette approche de la sociologie des sciences cherche à expliquer la formation des connaissances scientifiques, leur réussite ou leur rejet, par des facteurs sociaux et culturels.
Le programme fort veut dépasser la sociologie de la science telle que pratiquée par Robert King Merton qui ne s'intéressait qu'aux conditions institutionnelles de la science et pas aux contenus même des énoncés scientifiques. Il est également une réaction contre les approches sociologiques antérieures qui restreignaient leur objet d'étude aux théories scientifiques fausses ou ayant échoué. Selon de telles approches l'échec de théories scientifiques s'expliquerait par des biais tels que les intérêts politiques ou économiques de leurs défenseurs. La sociologie ne saurait expliquer la réussite de théories scientifiques, celle-ci étant attribuable à leur validité intrinsèque. Le programme fort propose de traiter de manière symétrique les théories scientifiques, qu'elles soient « vraies » ou « fausses ». La formation et le devenir de ces deux types de théories sont soumis au même déterminisme, incluant des facteurs sociaux comme le contexte culturel ou l'intérêt personnel au même titre que des facteurs naturels.

## Principes
Dans Sociologie de la logique. Les limites de l'épistémologie publié en 1976, David Bloor formule les quatre principes du programme fort :
- Causalité : le programme fort étudie les conditions (psychologiques, sociales et culturelles) à l'origine de la connaissance scientifique ;
- Impartialité : il étudie de la même manière les échecs ou les succès scientifiques, sans privilégier l'analyse des uns aux dépens des autres ;
- Symétrie : il fait appel au même type d'explications pour analyser les échecs ou les succès au lieu d'invoquer des causes d'ordre social pour les premiers, naturel pour les seconds ;
- Réflexivité  : il doit être appliqué à lui-même ;

## Histoire
Comme le programme fort est né dans la Sciences Studies Unit de l'université d'Édimbourg, il est parfois surnommé « École d'Édimbourg ». Il existe également une « École de Bath », ou programme empirique du relativisme (en anglais, Empirical Program of Relativism ou EPOR), associée à Harry Collins dont les principes sont très proches. La première école met l'accent sur les études d'histoire des sciences tandis que la seconde étudie des laboratoires et des expériences contemporaines d'un point de vue microsociologique.

## Critiques
Afin d'étudier la connaissance scientifique d'un point de vue sociologique, le programme fort adhère à une forme de relativisme radical, selon lequel la valeur de vérité d'un énoncé dépend de son contexte social. Il nierait ainsi l'existence de la vérité. Un tel relativisme a été abondamment dénoncé, notamment par Alan Sokal. Les tenants du programme fort se défendent en affirmant que cette adhésion au relativisme est strictement méthodologique et non ontologique.